# Kleiner Karutz
Koordinaten: 53° 7′ 0″ N, 13° 43′ 27″ O
Kleiner Karutz ist ein Feuchtgebiet im Landkreis Uckermark, Brandenburg. Der heute fast verlandete Kleine Karutzsee liegt ebenfalls dort.
Der Kleine Karutz liegt eingebettet im Naturschutzgebiet Arnimswalde. Es handelt sich um ein typisches Verlandungsmoor mit Schwingrasen aus Torfmoos (Spahagnum) und einem Restsee.
Der Kleine Karutz war ursprünglich ein nährstoffarmer Weichwasserkolk mit Schwingrasen an den Ufern. Früher wurde versucht, das Moor mithilfe von Durchbrüchen in seiner Dichtungsschicht in Waldboden umzuwandeln. Dadurch entwickelte sich ein dichter Bewuchs aus Birken und Kiefern, der das Austrocknen des Moors weiter beschleunigte. Zur Sanierung wurden die Entwässerungsgräben zurückgebaut.